# Johan N. Schrøder
Johan Nikolai Jensenius Schrøder (3. november 1841 i København – 27. september 1919 i Rungsted) var en dansk dekorationsmaler og malermester.

## Karriere
Han var søn af malermester, vognlakerer Thomas Ludvig Schrøder og hustru Emilie Henriette Wilhelmine født Luffe, blev malersvend 1859 og gik på Teknisk Institut, var elev af Kunstakademiets model- og dekorationsklasser ca. 1857-63 og ønskede at blive kunstmaler. Ved faderens død 1863 blev han imidlertid nødt til at forlade uddannelsen og overtage dennes forretning.
Schrøder etablerede 1867 sit eget firma, Johan N. Schrøder, som han drev til 1904. Det blev et af tidens største firmaer inden for dekorationsmaleri. Hans søn Niels Ejner Schrøder, der også var uddannet som dekorationsmaler på Kunstakademiet, overtog og videreførte firmaet sammen med William Hansen i 1904. 
Firmaet stod for omfattende dekorationsarbejder i historicismens foretrukne stilarter, som bl.a. var påvirket af fund fra udgravningerne i Pompeji og af antikke, renæssance- og barokudsmykninger. De fleste af Schrøders værker er i dag gået tabt på grund af skiftende smag.

## Tillidshverv
Schrøder var Ridder af Dannebrog, bestyrelsesmedlem og revisor i Malerlaugets repræsentantskab 1877-1918, hvor han oprettede flere legater til fordel for dets medlemmer, og i bestyrelsen for Københavns Grundejerforening, for kirkeinspektionen for Sankt Andreas Kirke, for Vridsløselille Fængselsselskab og for Marthaforeningen samt formand for Tapetfabrikken Fionas bestyrelse.

## Ægteskaber
Han blev gift 1. gang 19. august 1868 i Helsingør med Andrea Elisabeth Unmack (2. april 1839 i Helsingør - 26. januar 1911 i København), datter af tømrermester Johan David Unmack (1800-1879) og Nicoline Christiane Andersen (1801-1856) og dermed søster til Rudolf og Johan Vilhelm Unmack.
2. gang ægtede han 24. april 1913 i København Nina Maria Vilhelmine Kirstine Beck (20. maj 1892 på Frederiksberg - 27. november 1969), datter af organist Johannes Philip Hunæus Beck og Johanne Hansine Kristiane Larsen. 
Han er begravet på Assistens Kirkegård.

## Interiørdekorationer
- Sankt Clemens Kirke, Bornholm (opført 1882, ikke bevaret)
- Egebæksvang Kirke, Espergærde (opført 1896-97, ikke bevaret)
- Tølløse Kirke (1896, fjernet 1943)

I København:
- Sankt Pauls Kirke (1877)
- Missionshuset Bethesda (opført 1881-82)
- Alsterpavillonen, Tivoli
- Hellig Kors Kirke (opført 1887-90, ikke bevaret)
- Det Store Nordiske Telegraf-Selskabs bygning, Kongens Nytorv (opført 1890-94, ikke bevaret)
- Fredens Kirke (opført 1898-1900, ikke bevaret)
- Dekoration af prædikestol, Sankt Stefans Kirke (1899)
- Sankt Andreas Kirke (opført 1898-1901, ikke bevaret)
- Loftsdekoration i festsalen, Arbejderforeningen af 1860 (nu Arbejdermuseet, dækket)
- Dekorationer på flere herregårde, private boliger og institutioner